# 吴明瑜
吴明瑜（1931年—），男，浙江德清人，中华人民共和国政治人物，曾任国家科学技术委员会副主任，中国技术经济研究会理事长。